# والتر غوردون (محامي)
والتر غوردون (بالإنجليزية: Walter A. Gordon)‏ (و. 1894 – 1976 م) هو محامي، ولاعب كرة قدم أمريكية، وقاضي، وسياسي أمريكي، ولد في أتلانتا، توفي في بيركيلي، كاليفورنيا، عن عمر يناهز 82 عاماً.

## مناصب
تولى منصب District Court of the Virgin Islands ‏ (1958–1968)
- حاكم جزر العذراء الأمريكية  [لغات أخرى]‏ (1955–1958)

## التعليم
تعلم في جامعة كاليفورنيا، وتعلم في كلية الحقوق في جامعة كاليفورنيا، بركلي ‏
.